# 宇徳
株式会社宇徳（うとく）は、神奈川県横浜市中区に本社を置く港湾運輸事業の大手。

## 沿革
- 1890年（明治23年）- 宇都宮徳蔵が「宇都宮徳蔵回漕店」を創業。
- 1915年（大正4年）- 株式会社に改組。
- 1949年（昭和24年）- 宇徳運輸株式会社に改称。
- 1980年（昭和55年）- 東京証券取引所1部に上場。
- 2006年（平成18年）- 株式会社商船三井の連結子会社となる。
- 2007年（平成19年）- 株式会社宇徳に改称。
- 2011年（平成23年）- 同じく商船三井グループに属する国際コンテナターミナル株式会社を吸収合併。
- 2021年（令和3年）12月1日 - 商船三井が本企業の完全子会社化を前提とした株式公開買い付け（TOB）を実施[1]。
- 2022年（令和4年）
  - 1月19日 - 商船三井によるTOBが成立したことを発表。同月25日付で同社による出資比率が95.05%に引き上げ[1][2]。
  - 2022年2月28日 - 上場廃止[1][2]。
  - 3月2日 - 商船三井によるスクイーズアウト（強制買い取り）実施により、同社の完全子会社となる[1][2]。
- 2025年（令和7年）3月31日 - 中区弁天通から同区海岸通に本社を移転[3]。